# Republiek Jesi

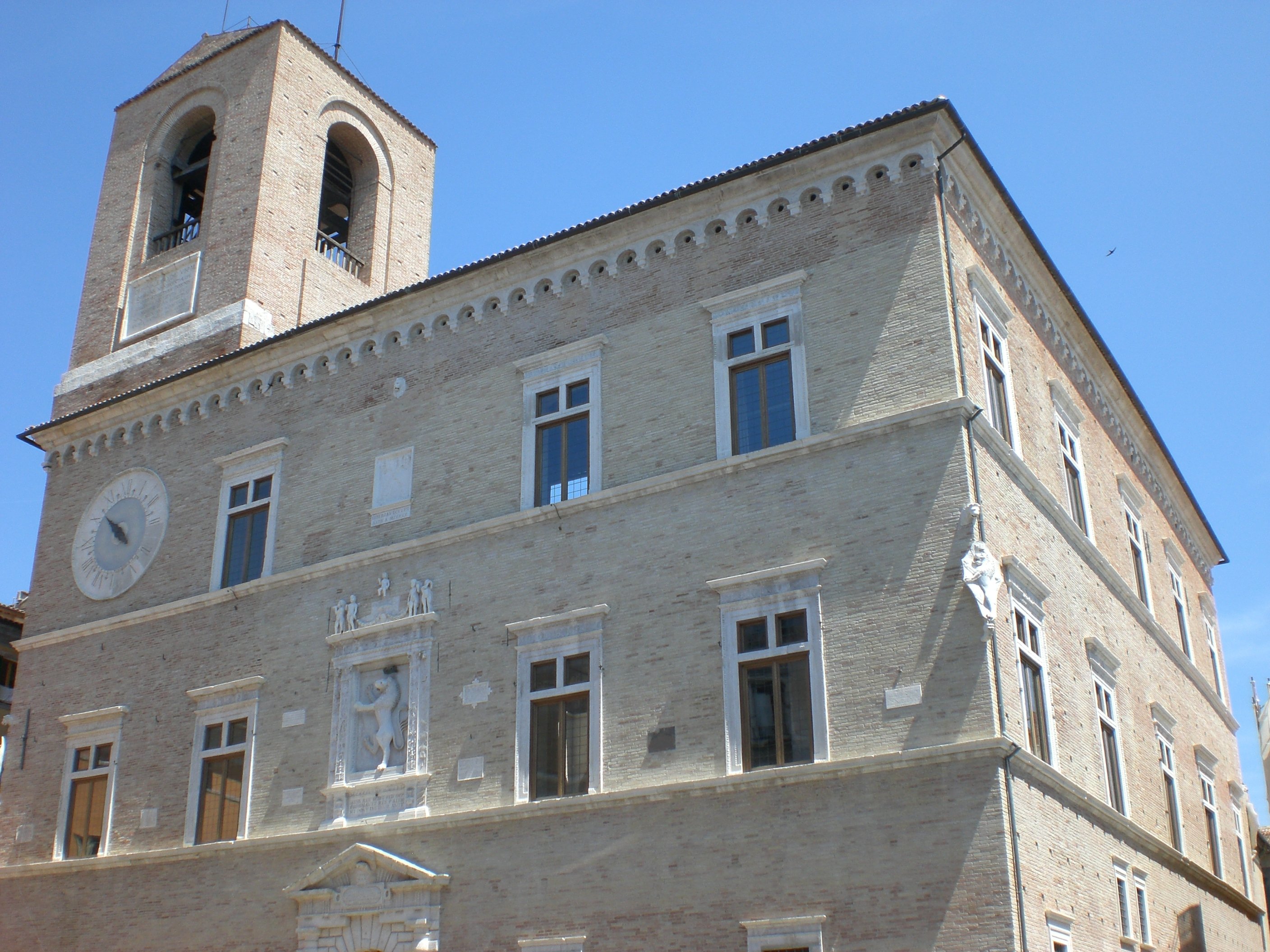
Palazzo della Signoria in Jesi, regeringszetel van de republiek

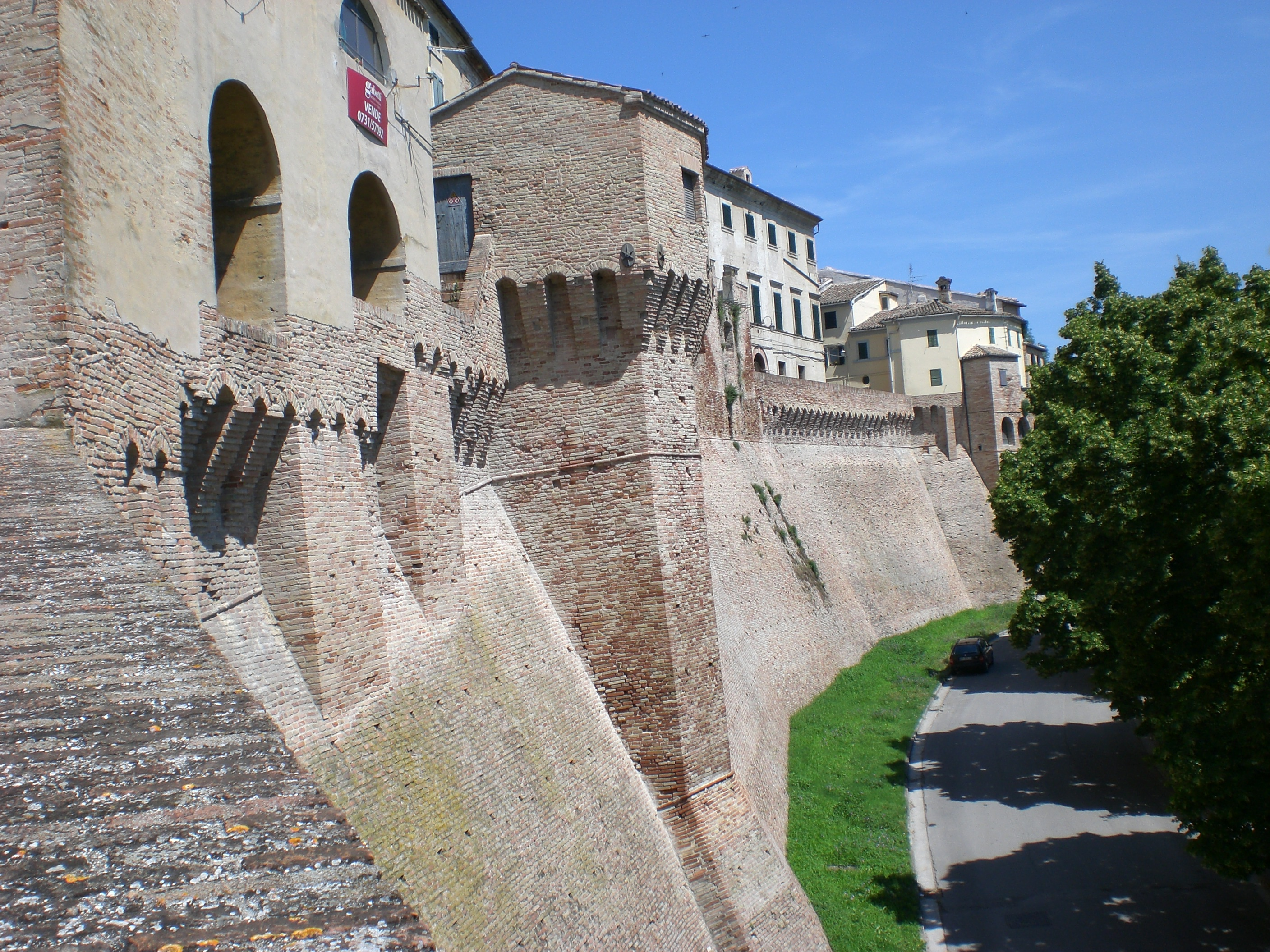
stadsmuren van Jesi

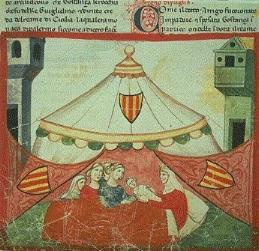
Geboorte van Frederik Barbarossa in Jesi

De republiek Jesi (1130-1797) was een stadstaat van Jesi, in de Italiaanse provincie Ancona, in de regio Marche. Het was onafhankelijk binnen het Heilige Roomse Rijk, in de late middeleeuwen. Vanaf 1447 bestond de republiek Jesi enkel nog op papier, want het was ondergeschikt aan de Pauselijke Staat.

## Synoniemen
- Castelli de Jesi, een naam die wijst op de kastelen in het achterland van de stad Jesi.
- Respublica Aesina in het lokaal dialect van de Marche. De naam van Jesi in het Latijn is Aesis.

## Historiek
De stad Jesi werd verwoest door de Ostrogoten (409) en de Longobarden (8e eeuw). In de tussentijd bestuurden de Byzantijnen Jesi. De Frank Pepijn de Korte schonk Jesi aan de paus; Jesi was deel van de Pepijnse Schenking (756). Zowat 1.000 jaar bleef Jesi pauselijk bezit. 
In 1130 kreeg Jesi stadsrechten, binnen het Heilige Roomse Rijk. De stad kende een bloeiperiode, waarbij zij profiteerde van de handel tussen Sicilië, Napels en Noord-Italië. Jesi werd een republiek, met als devies Libertas Ecclesiastica (kerkelijke vrijheid). Jesi werd bestuurd door een stadsbestuur en een gouverneur, Podestà genoemd. De invloed van de paus was minimaal. In deze periode werd de kathedraal San Settimio gebouwd; Jesi was al een bisdom sinds de 6e eeuw.
In 1194 gaf Constance van Sicilië onverwacht geboorte, op de markt van Jesi, van Frederik, de latere Rooms-Duitse keizer Frederik II Barbarossa. Barbarossa bevoordeelde de stad nog meer, zodat hij in Jesi genoemd werd Aesinae Patriae Pater. Dit betekent Vader des Vaderlands van Jesi. Het stadswapen droeg voortaan een keizerskroon. De stad breidde uit met omliggende heerlijkheden, abdijdomeinen en dorpen. Onder de jurisdictie van de stadstaat vielen 16 kastelen. De stadstaat werd daarom ook het land der kastelen van Jesi genoemd. Het oppervlak bleef bescheiden in vergelijking met andere stadstaten in de Marche.
In de loop van de 15e eeuw stopte de expansie van Jesi, omwille van machtigere steden in de buurt: Fabriano, Senigallia en vooral de republiek Ancona met haar zeerijk. Jesi viel in handen van edellieden: het huis Malatesta, het huis Braccio di Montone en de Sforza-familie. De greep van de pausen op de republiek Jesi nam evenwel toe. In 1447 veroverden pauselijke troepen de stadstaat. De republiek bleef op papier bestaan doch werd strikt onderworpen aan de Pauselijke Staat. Zo bepaalde paus Nicolaas V in 1450 het speciaal statuut van de republiek Jesi. De instellingen van de republiek verdwenen. In 1560 bevestigde paus Pius IV het bijzonder statuut van de republiek Jesi, doch holde haar verder uit. Het stadsbestuur van Jesi had nog enkel jurisdictie over de stad en niet meer over haar hinterland. Prelaten uit Rome bestuurden de stadstaat in de verdere eeuwen. Het bestuur over Jesi kon een opstap zijn naar een kardinaalshoed.
In 1796-1797, tijdens de Italiaanse Veldtocht, veroverden de Fransen onder bevel van Napoleon Bonaparte de Pauselijke Staat. Zij schaften de republiek Jesi af.